# 1986年日本參議院選舉
第14屆日本參議院議員通常選舉於1986年7月6日舉行，众议院选举也在同一年进行。当时日本处于自民党中曾根康弘执政时期。依照惯例，这次选举对日本参议院252名议员中的半数，即126名议员进行改选，其中76名议员由各地选区选出，50名议员由比例區选出。选举后，自由民主党在参议院的席位共计143，额外影得6席，保持参议院第一大党贺参议院多数党地位。日本社会党、公明党分居参议院第二大党、第三大党地位。
这次选举的投票率是71.3%。

## 議員

### 選舉区当選
自民党   社会党   公明党   共產党   民社党   其他小黨   無黨籍 
| 北海道     | 北海道     | 北海道     | 北海道     | 青森縣     | 岩手縣     | 宮城縣     | 秋田縣     | 山形縣     |          |
| 對馬孝且   | 岩本政光   | 高木正明   | 小笠原貞子 | 山崎龍男   | 高橋清孝   | 遠藤要     | 佐佐木滿   | 鈴木貞敏   |          |
| 福島縣     | 福島縣     | 茨城縣     | 茨城縣     | 栃木縣     | 栃木縣     | 群馬縣     | 群馬縣     | 埼玉縣     | 埼玉縣   |
| 鈴木省吾   | 八百板正   | 岩上二郎   | 矢田部理   | 森山真弓   | 大島友治   | 中曾根弘文 | 福田宏一   | 瀨谷英行   | 名尾良孝 |
| 千葉縣     | 千葉縣     | 神奈川縣   | 神奈川縣   | 山梨縣     | 東京都     | 東京都     | 東京都     | 東京都     |          |
| 井上裕     | 赤桐操     | 齋藤文夫   | 千葉景子   | 中村太郎   | 三木忠雄   | 小野清子   | 田邊哲夫   | 上田耕一郎 |          |
| 新潟縣     | 新潟縣     | 富山縣     | 石川縣     | 福井縣     | 長野縣     | 長野縣     | 岐阜縣     | 静岡縣     | 静岡縣   |
| 長谷川信   | 志苫裕     | 永田良雄   | 沓掛哲男   | 熊谷太三郎 | 小山一平   | 向山一人   | 藤井孝男   | 青木薪次   | 木宮和彦 |
| 愛知縣     | 愛知縣     | 愛知縣     | 三重縣     | 滋賀縣     | 京都府     | 京都府     | 大阪府     | 大阪府     | 大阪府   |
| 大木浩     | 高木健太郎 | 三治重信   | 齋藤十朗   | 山田耕三郎 | 林田悠紀夫 | 神谷信之助 | 西川潔     | 峯山昭範   | 沓脱竹子 |
| 兵庫縣     | 兵庫縣     | 兵庫縣     | 奈良縣     | 和歌山縣   | 鳥取縣     | 島根縣     | 岡山縣     | 岡山縣     |          |
| 中西一郎   | 本岡昭次   | 片上公人   | 服部安司   | 前田勳男   | 坂野重信   | 青木幹雄   | 加藤武德   | 一井淳治   |          |
| 廣島縣     | 廣島縣     | 山口縣     | 德島縣     | 香川縣     | 愛媛縣     | 高知縣     | 福岡縣     | 福岡縣     | 福岡縣   |
| 宮澤弘     | 小西博行   | 江島淳     | 松浦孝治   | 平井卓志   | 仲川幸男   | 谷川寬三   | 福田幸弘   | 渡邊四郎   | 本村和喜 |
| 佐賀縣     | 長崎縣     | 熊本縣     | 熊本縣     | 大分縣     | 宮崎縣     | 鹿兒島縣   | 鹿兒島縣   | 沖繩縣     |          |
| 大塚清次郎 | 初村瀧一郎 | 田代由紀男 | 守住有信   | 後藤正夫   | 上杉光弘   | 井上吉夫   | 川原新次郎 | 大城真順   |          |

#### 補選
- 山口選舉区 江島淳（1987.5.25去世）→二木秀夫（1987.7.12補選）
- 福岡選舉区 福田幸弘（1988.12.23去世）→淵上貞雄（1989.2.12補選）
- 新潟選舉区 志苫裕（參選新潟縣知事）→大淵絹子（1989.6.25補選）
- 茨城選舉区 岩上二郎（1989.8.16去世）→野村五男（1989.10.1補選）
- 愛知選舉区 高木健太郎（1990.9.24去世）→大島慶久（1990.11.4補選）
- 新潟選舉区 長谷川信（1990.10.28去世）→真島一男（1990.12.9補選）
- 青森選舉区 山崎龍男（參選青森縣知事）→松尾官平（1991.2.24補選）
- 埼玉選舉区 名尾良孝（1991.5.6去世）→關根則之（1991.6.16補選）
- 福岡選舉区 本村和喜（1991.8.17去世）→重富吉之助（1991.9.29補選）

### 比例代表選出議員
自民党   社会党   民社党   公明党   上班族新党   共產党   税金党   新自由俱樂部   第二院俱樂部 
| 1-10  | 鳩山威一郎 | 長田裕二 | 福間知之 | 廣中和歌子 | 關口惠造 | 大河原太一郎 | 立木洋     | 野田哲   | 下稻葉耕吉 | 橋本孝一郎 |
| 11-20 | 鹽出啟典   | 村上正邦 | 鈴木和美 | 野澤太三   | 井上孝   | 山中郁子     | 太田淳夫   | 松本英一 | 梶原清     | 岡部三郎   |
| 21-30 | 板垣正     | 山本正和 | 田淵哲也 | 鶴岡洋     | 田澤智治 | 近藤忠孝     | 秋山肇     | 平野清   | 岡田廣     | 及川一夫   |
| 31-40 | 大鷹淑子   | 中野鐵造 | 山東昭子 | 青島幸男   | 山口哲夫 | 齋藤榮三郎   | 宇都宮德馬 | 吉岡吉典 | 勝木健司   | 松浦功     |
| 41-50 | 猪熊重二   | 田淵勳二 | 宮崎秀樹 | 久世公堯   | 田中正巳 | 粕谷照美     | 諫山博     | 及川順郎 | 永野茂門   | 宮田輝     |

#### 遞補
| 遞補     | 政党         | 從缺     | 從缺理由                                  |
| -------- | ------------ | -------- | ----------------------------------------- |
| 今泉隆雄 | 第二院俱樂部 | 青島幸男 | 因青島幸男辭職（1989年6月16日）           |
| 針生雄吉 | 公明党       | 鹽出啟典 | 因鹽出啟典參選眾議院議員（1990年2月23日） |
| 山口光一 | 自由民主党   | 宮田輝   | 因宮田輝去世（1990年8月20日）             |
| 山田俊昭 | 第二院俱樂部 | 今泉隆雄 | 因今泉隆雄去世（1992年5月25日）           |

## 外部連結
1. 1 2 3 4  『国政選舉総覧 1947-2016』561頁。